# The Mirror Cracked
The Mirror Cracked è una compilation dei The Gravedigger Five; venne pubblicato negli USA nel 1987 dalla Voxx Records.

## Descrizione
L'album contiene alcuni brani registrati durante le registrazioni dell'album precedente che erano stati scartati e la registrazione di un concerto del 1984.

## Elenco delle tracce
Lato A
1. The Mirror Cracked (The Gravedigger V)
2. Enough of What I Need (Cover di The Stoics) (R. Quillian)
3. Be a Caveman (G. Paxton, W. Powell)
4. No Good Woman (A. Cloud)
5. It's Spooky (Leighton Koizumi, Ted Friedman)
6. Drivin' Me Insane
7. Stop It Baby (cover di The Heard) (Karim Capli)

Lato B
1. Searchin (Cover di The Omens) (Don Revercomb, Larry Allen)
2. She's Gone (Leighton Koizumi, Ted Friedman)
3. Enough Of What I Need (Cover di The Stoics) (R. Quillian)
4. Be a Caveman (G. Paxton, W. Powell)
5. She's a Cur (Tom Ward, Leighton Koizumi)
6. The Mirror Cracked (The Gravedigger Five)
7. Night of the Phantom (Cover di Larry & the Blue Notes) (Larry Roquemore, Larry Slater)
8. Tomorrow Is Yesterday (Ted Friedman)

## Formazione
- Tom Ward: basso, voce
- David Anderson: batteria
- John Hanrattie: chitarra
- Ted Friedman: chitarra, voce
- Leighton Koizumi: voce